# Чемпионат России по биатлону 2014/2015
Чемпионат России по биатлону сезона 2014/2015 прошёл в несколько этапов с декабря 2014 года по апрель 2015 года. Были разыграны медали в 7-и индивидуальных и 4-х командных дисциплинах.

## Этапы
- Ижевск «Ижевская винтовка»

1. Индивидуальная гонка (мужчины, женщины)

- Красноярск

1. Смешанная эстафета
2. Марафон (мужчины, женщины)

- Новосибирск «Соревнования на призы памяти Е. Д. Глинского»

1. Суперпасьют (мужчины, женщины)
2. Командная гонка (мужчины, женщины)

- Уват Чемпионат России

1. Патрульная гонка (мужчины, женщины)
2. Суперспринт (мужчины, женщины)

- Тюмень Чемпионат России

1. Спринт (мужчины, женщины)
2. Гонка преследования (мужчины, женщины)
3. Эстафета (мужчины, женщины)
4. Масс-старт (мужчины, женщины)

## Результаты
| Гонка                                                                                           | Мужчины | Женщины |
| Индивидуальная гонка Ижевск 1. 26 декабря 2014 Мужчины: 20 км 2. 25 декабря 2014 Женщины: 15 км | 1. Антон Бабиков 53:49.9 (0) 2. Алексей Волков +1:26.8 (0) 3. Дмитрий Елхин +2:51.0 (0) 4. Сергей Корастылёв 5. Виктор Васильев 6. Матвей Елисеев Протоколы | 1. Анна Щербинина 48:32.6 (0) 2. Марина Коровина +1:44.2 (1) 3. Татьяна Семёнова +2:00.6 (3) 4. Евгения Павлова 5. Евгения Волкова 6. Лариса Надеева Протоколы |
| Смешанная эстафета Красноярск 1. 1 марта 2015 Женщины: 2x6 км Мужчины: 2x7.5 км                 | 1. Тюменская область-2 1:26:30.1 (0) (Елена Баданина, Екатерина Муралеева, Илья Серков, Дмитрий Елхин) 2. Красноярский край-2 +21.7 (1) (Маргарита Васильева, Ольга Филиппова, Николай Елисеев, Тимур Махамбетов) 3. Новосибирская область-1 +1:08.2 (0) (Евгения Павлова, Анастасия Евсюнина, Павел Закурдаев, Александр Веприк) Протоколы | 1. Тюменская область-2 1:26:30.1 (0) (Елена Баданина, Екатерина Муралеева, Илья Серков, Дмитрий Елхин) 2. Красноярский край-2 +21.7 (1) (Маргарита Васильева, Ольга Филиппова, Николай Елисеев, Тимур Махамбетов) 3. Новосибирская область-1 +1:08.2 (0) (Евгения Павлова, Анастасия Евсюнина, Павел Закурдаев, Александр Веприк) Протоколы                                     |
| Марафон Красноярск 1. 3 марта 2015 Мужчины: 40 км 2. 4 марта 2015 Женщины: 30 км                | 1. / Максим Буртасов 1:51:03.3 (8) 2. Тимур Махамбетов +32.5 (6) 3. Николай Якушов +54.3 (2) 4. Никита Овчинников 5. / Павел Охотников 6. Евгений Шамеев Протоколы | 1. Светлана Слепцова 1:30:55.0 (13) 2. Маргарита Васильева +28.4 (13) 3. Ирина Трусова +53.3 (14) 4. Любовь Филимонова 5. Екатерина Зубова 6. Елена Анкудинова Протоколы |
| Суперпасьют Новосибирск 1. 11 марта 2015 Мужчины: 7,5 км 2. 11 марта 2015 Женщины: 6 км         | 1. Никита Овчинников 21:35.3 (4) 2. Олег Колодийчук +6.6 (1) 3. Иван Томилов +22.6 (1) 4. Эдуард Мустафин 5. Александр Мингалёв 6. Иван Черезов Протоколы | 1. Светлана Лунина 23:33.0 (3) 2. Любовь Филимонова +11.8 (5) 3. Светлана Слепцова +36.3 (8) 4. Евгения Павлова 5. Анастасия Евсюнина 6. Анна Щербинина Протоколы |
| Командная гонка Новосибирск 1. 13 марта 2015 Мужчины: 10 км 2. 13 марта 2015 Женщины: 7,5 км    | 1. Башкортостан 26:11.3 (1) (Кирилл Комаров, Эдуард Мустафин, Александр Бабчин, Виталий Кабардин) 2. Тюменская область +36.6 (2) (Иван Черезов, Олег Колодийчук, Дмитрий Елхин, Александр Мингалёв) 3. / Красноярский край/Камчатский край +1:04.1 (4) (Юрий Кунеевский, Григорий Чубин, Николай Якушов, Иван Алёхин) Протоколы             | 1. Тюменская область 24:35.6 (0) (Елена Анкудинова, Ирина Трусова, Елена Баданина, Екатерина Муралеева) 2. / Тюменская/ХМАО +33,9 (3) (Надежда Ижутина, Марина Москвина, Светлана Слепцова, Ольга Шестерикова) 3. Красноярский край-1 +1:14,9 (4) (Ольга Якушова, Маргарита Васильева, Виолетта Закурдаева, Любовь Филимонова) Протоколы                                        |
| Патрульная гонка Уват 1. 19 марта 2015 Мужчины: 25 км 2. 20 марта 2015 Женщины: 20 км           | 1. Красноярский край 1:06:58.5 (3) (Николай Елисеев, Сергей Подобаев, Тимур Махамбетов, Иван Алёхин, Юрий Кунеевский) 2. ХМАО +43.0 (4) (Семён Сучилов, Михаил Боярских, Евгений Боярских, Денис Николаев, Павел Охотников) 3. Тюмень +1:16.8 (3) (Александр Печёнкин, Илья Серков, Иван Черезов, Дмитрий Елхин, Олег Колодийчук) Протоколы | 1. ХМАО 1:03:01.0 (2) (Надежда Ефремова, Наталья Маковеева, Ульяна Черепанова, Надежда Морозова, Алёна Ильиных) 2. Красноярский край +20.2 (4) (Любовь Филимонова, Виолетта Закурдаева, Любовь Шадрина, Ольга Филиппова, Маргарита Васильева) 3. Тюменская область +1:35.7 (4) (Ирина Трусова, Кристина Ильченко, Кристина Смирнова, Инна Смирнова, Елена Анкудинова) Протоколы |
| Суперспринт Уват 1. 22 марта 2015 Мужчины: 7,5 км 2. 22 марта 2015 Женщины: 6 км                | 1. Семён Сучилов 20:11.4 (0) 2. Вадим Филимонов +3.4 (0) 3. Сергей Корастылёв +22.9 (1) 4. Александр Бабчин 5. Евгений Боярских 6. Сергей Подобаев Протоколы | 1. Ирина Трусова 16:37.0 (1) 2. Анна Щербинина +9.5 (1) 3. Анастасия Евсюнина +18.3 (2) 4. Светлана Слепцова 5. Маргарита Васильева 6. Яна Бабушкина Протоколы |
| Спринт Тюмень 1. 29 марта 2015 Мужчины: 10 км 2. 29 марта 2015 Женщины: 7,5 км                  | 1. Дмитрий Малышко 24:08.6 (2) 2. Сергей Клячин +2.0 (0) 3. Тимофей Лапшин +12.2 (2) 4. Семён Сучилов 5. Эдуард Латыпов 6. Эдуард Мустафин Протоколы | 1. Екатерина Шумилова 21:00.0 (0) 2. Екатерина Юрлова +30.9 (1) 3. Дарья Виролайнен +33.9 (1) 4. Ирина Трусова 5. Светлана Бочкарёва 6. Анна Щербинина Протоколы |
| Гонка преследования Тюмень 1. 30 марта 2015 Мужчины: 12,5 км 2. 30 марта 2015 Женщины: 10 км    | 1. Сергей Клячин 33:50.4 (1) 2. Алексей Волков +8.6 (0) 3. Михаил Боярских +9.7 (0) 4. Иван Черезов 5. Александр Бабчин 6. Эдуард Латыпов Протоколы | 1. Екатерина Юрлова 32:04.7 (2) 2. Дарья Виролайнен +0,1 (2) 3. Екатерина Шумилова +27.7 (3) 4. Анна Щербинина 5. Ирина Трусова 6. Галина Нечкасова Протоколы |
| Эстафета Тюмень 1. 01 апреля 2015 Мужчины: 4x7,5 км 2. 01 апреля 2015 Женщины: 4x6 км           | 1. ХМАО-1 1:24:52.1 (0+2) (Евгений Боярских, Семён Сучилов, Михаил Боярских, Алексей Волков) 2. / Санкт-Петербург/Псковская область +41.0 (0+12) (Антон Свотин, Алексей Слепов, Сергей Неверов, Дмитрий Малышко) 3. Тюменская область-1 +1:13.5 (1+14) (Иван Черезов, Александр Печёнкин, Тимофей Лапшин, Евгений Гараничев) Протоколы      | 1. Новосибирская область-1 1:25:23.1 (0+12) (Евгения Павлова, Анастасия Евсюнина, Яна Бабушкина, Галина Нечкасова) 2. ХМАО-1 +15.0 (4+15) (Дарья Виролайнен, Светлана Слепцова, Надежда Ефремова, Екатерина Шумилова) 3. Красноярский край +40.9 (0+8) (Маргарита Васильева, Наталья Гербулова, Ольга Якушова, Любовь Филимонова) Протоколы                                     |
| Масс-старт Тюмень 1. 02 апреля 2015 Мужчины: 15 км 2. 02 апреля 2015 Женщины: 12,5 км           | 1. Алексей Волков 43:37.5 (0) 2. / Алексей Слепов +8.9 (5) 3. Александр Бабчин +17.7 (0) 4. Тимур Махамбетов 5. / Максим Буртасов 6. Алексей Корнев Протоколы | 1. Дарья Виролайнен 41:57.2 (4) 2. Екатерина Зубова +24,9 (1) 3. Ирина Трусова +50.4 (2) 4. Светлана Слепцова 5. Маргарита Васильева 6. Екатерина Аввакумова Протоколы |